# جان بنت پری
جان بنت پری (انگلیسی: John Bennett Perry؛ زادهٔ ۴ ژانویهٔ ۱۹۴۱) یک هنرپیشه اهل ایالات متحده آمریکا است.او پدر متیو پری بازیگر سریال فرندز می باشد.
از فیلم‌ها یا برنامه‌های تلویزیونی که وی در آن نقش داشته است می‌توان به جرج جنگل و کنترل زمین اشاره کرد.